# Kopalnia Węgla Kamiennego Dębieńsko

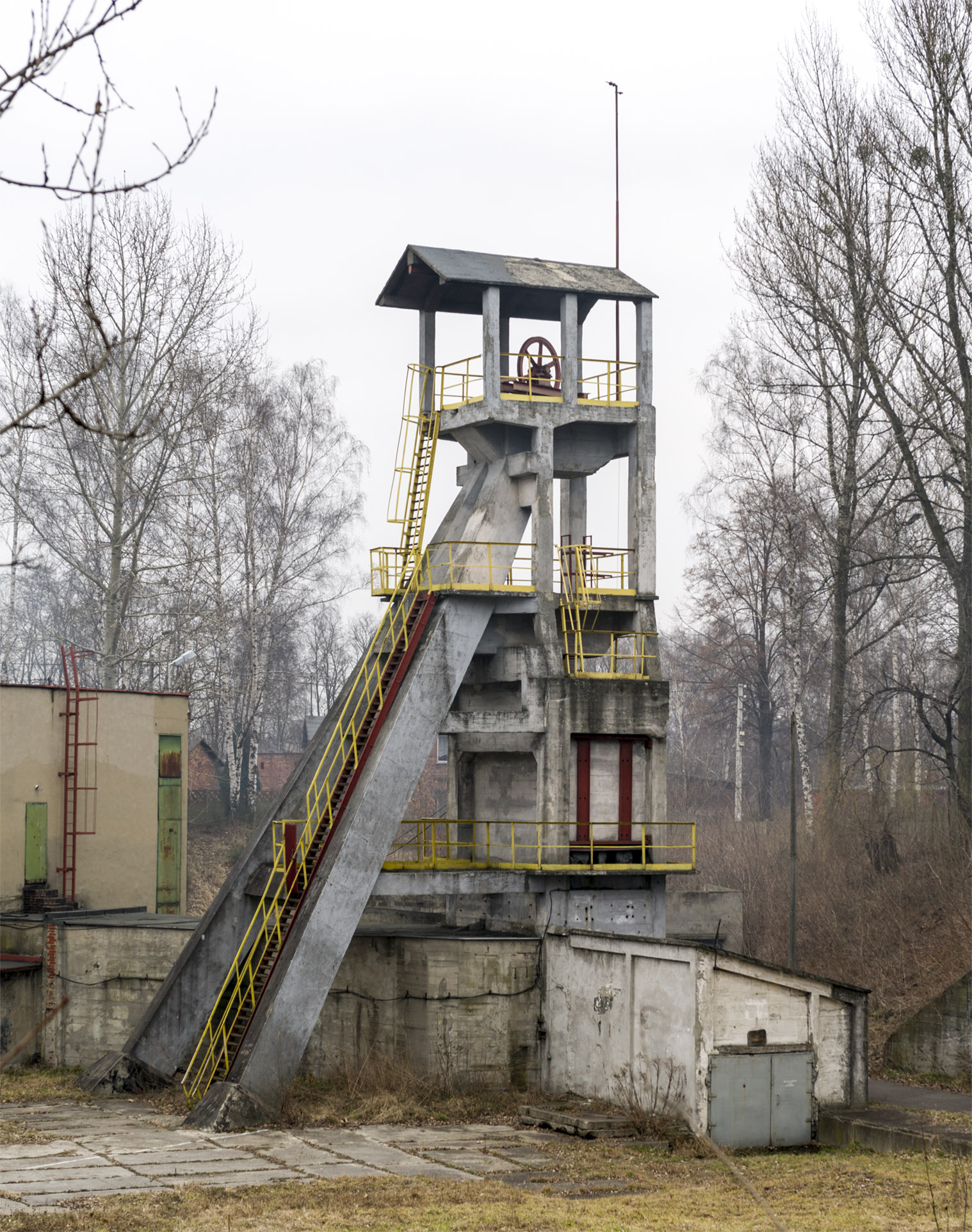
Wieża wyciągu awaryjno-rewizyjnego szybu Zachodniego (2014)

Kopalnia Węgla Kamiennego Dębieńsko (do 1922 roku oraz w latach 1939–1945 Dubensko) – kopalnia węgla kamiennego, w Czerwionce-Leszczynach, eksploatowana od 1853 roku (pozostawała nieczynna w latach 1860–1878 oraz 1880–1897), zamknięta w 2000 roku.

## Historia
Pierwsze nadania górnicze dla przyszłej kopalni Dębieńsko ogłoszono 17 marca oraz 11 kwietnia 1843, powiększono je 19 marca 1857 roku. W 1853 roku rozpoczęto eksploatację. Kopalnia była własnością Wilhelma Schneidera, od 1852 roku należała do Gustawa Simona, kasjera spółki Kolei Górnośląskiej; kolejnym właścicielem był profesor Karol Kuh w latach 1856–1857. Zakład był nieczynny w latach 1860–1878 oraz 1880–1897. W 1895 roku kopalnia została kupiona przez Joannę Schaffgotsch, która sprzedała ją spółce Vereinigte Königs- und Laurahütte w 1897 roku (od 1926 roku jako Górnośląskie Zjednoczone Huty Królewska i Laura). W 1897 roku do Dubenska włączono kopalnię Susannaswunsch w Czerwionce. Od 1937 roku kopalnia należała do Wspólnoty Interesów Górniczo-Hutniczych.
W czasie okupacji hitlerowskiej należała do koncernu Hermann Göring. Po II wojnie światowej kopalnia została upaństwowiona i podlegała pod Rybnickie Zjednoczenie Przemysłu Węglowego, a od 1976 roku – pod Zabrzańskie Zjednoczenie Przemysłu Węglowego. 4 grudnia 1974 roku powstał przy kopalni Zakład Odsalania Wód Dołowych, dzięki któremu poza utylizacją wód dołowych uzyskiwano sól i wodę. W 1979 roku wydobycie węgla wyniosło 2 289 640 ton. W 1993 roku kopalnia weszła w skład Gliwickiej Spółki Węglowej SA. 6 marca 2000 roku Gliwicka Spółka Węglowa po analizie wyników ekonomicznych kopalni podjęła decyzję o likwidacji zakładu. Eksploatacji zaprzestano 25 października 2000 roku.
W 2010 roku a zlecenie Spółki Restrukturyzacji Kopalń rozebrano 2 wieże szybowe, których stan techniczny był bardzo zły. Pozostawiono wieżę czynnego szybu Jan, który wykorzystywano do wentylacji wyrobisk dołowych. Wyrobiska dołowe odwadniane są przez Stacjonarną Pompownię Dębieńsko należącą do Centralnego Zakładu Odwadniania Kopalń z siedzibą w Czeladzi; wypompowywana woda ma II klasę czystości.

### Po zamknięciu zakładu
Spółka New World Resources była zainteresowana wydobyciem węgla w rejonie zamkniętej kopalni Dębieńsko; założyła w tym celu w Polsce spółkę NWR Karbonia. W 2006 roku Skarb Państwa sprzedał nieczynny zakład Karbonii, a w 2007 roku minister środowiska przyznał spółce koncesję wydobywczą na 50 lat. Spółka New World Resources znalazła się jednak w trudnej sytuacji finansowej. W 2016 roku Prairie Mining Limited kupiła 100% akcji NWR Karbonia. Wydobyciem w rejonie kopalni Dębieńsko zainteresowała się także Jastrzębska Spółka Węglowa, która byłaby w stanie prowadzić tamże eksploatację z Ruchu Szczygłowice Kopalni Węgla Kamiennego Knurów-Szczygłowice.
W 2019 roku australijska firma Prairie Mining Limited, która przejęła kopalnię Dębieńsko, pozwała Polskę, oskarżając ją o utrudnianie budowy nowych kopalń, zasadą jest bowiem, że jeśli jedna spółka złoży wniosek koncesyjny jako pierwsza, inne podmioty nie mogą ubiegać się o uzyskanie koncesji dotyczącej tego samego złoża. Tymczasem eksploatacją złoża, szacowanego na około 190 milionów ton węgla koksowego, byli zainteresowani Czesi, a od grudnia 2022 także niemiecka spółka Silesian Coal International Group of Companies. Decyzjami Ministerstwa Klimatu i Środowiska z 25 marca 2024 i ponownie z 7 lutego 2025 również i temu podmiotowi odmówiono przyznania koncesji. Koncesja ta miała jednak dotyczyła rozpoznania złoża, a nie jego eksploatacji.